# Alois Riehl
Alois Riehl (även Aloys Riehl), född 27 april 1844 i Bolzano, död 21 november 1924 i Berlin, var en österrikisk filosof inom nykantianismen. Riehl är mest känd för sin kritiskt realistiska filosofi som presenterades i verket Der philosophische Kritizismus und seine Bedeutung für die positive Wissenschaft (två delar, 1876–1887).